# Brenda Song
Pour les articles homonymes, voir Song (homonymie).
Brenda Song, née le 27 mars 1988 à Carmichael, en Californie, est une actrice américaine.

## Biographie

### Jeunesse et formation
Elle a grandi dans une famille multiculturelle, sa mère est thaïlandaise et son père hmong. Sa famille immigre du Laos aux États-Unis en 1976. Elle a deux petits frères : Timmy et Nathan. Pendant sa scolarité, elle souhaite prendre des cours de ballet mais sa mère préfère l'inscrire à des cours de karaté. Brenda Song se prend finalement au jeu et finit par obtenir une ceinture noire en taekwondo.
Elle a trois ans lorsqu'elle commence dans le mannequinat et six ans lorsqu'elle décroche son premier contrat pour apparaître dans une publicité à la télévision. Elle participera notamment à des campagnes publicitaires pour des marques comme Abercrombie & Fitch ou Calvin Klein.
De ce fait, la famille s'installe à Los Angeles afin de soutenir les débuts de carrière de la jeune Song.
Elle obtient son diplôme à l'âge de seize ans.

### Carrière

#### Débuts, révélation et succès chez Disney
Sa carrière commence à la fin des années 1990. Au cinéma, elle joue dans Monsieur Papa... (1996) et  Magic Baskets (2002) qui l'oppose à Shad Moss et Jonathan Lipnicki. Mais c'est surtout sur le petit écran qu'elle perce progressivement, en multipliant les apparitions dans des séries comme Deuxième chance, Sept à la maison, Amy, Popular, Urgences, ou encore Phénomène Raven, Une famille du tonnerre, The Bernie Mac Show etc,,.
Entre-temps, elle se fait remarquer en jouant des rôles réguliers dans les séries La Double Vie d'Eddie McDowd et Phil du futur. Ce sont deux sitcoms familiales qui rencontrent un certain succès auprès d'une jeune audience. Mais aussi pour avoir participé aux Disney Channel Original Movie, Le Plus Beau Cadeau de Noël (2000) avec Hallee Hirsh, qui lui vaut un Young Artist Awards de la meilleure performance dans une comédie,, Opération Walker (2002) avec Lindsay Lohan et La Naissance d'une nouvelle star (2004) avec Danielle Panabaker. La même année, elle fait la couverture de Popstar! Magazine.
En 2005, Brenda Song reçoit le rôle de l'héritière gâtée London Tipton dans la série Disney Channel, La Vie de palace de Zack et Cody. Le personnage est une allusion à Paris Hilton (Tipton est, dans la série, le nom de l'hôtel que son père possède). Elle a obtenu le rôle sans audition, et a été surprise de retrouver son amie Ashley Tisdale parmi la distribution. Brenda Song dit de son personnage : « London est la personne de mes rêves, j'aimerais être elle. Je rêverais d'avoir sa garde-robe. » La série parle des résidents et des travailleurs de l'hôtel Tipton à Boston et est principalement centrée sur les agissements des jumeaux Zack et Cody Martin (Dylan et Cole Sprouse) avec London Tipton. La première de la série sur Disney Channel le 18 mars 2005 a réuni quatre millions de téléspectateurs, ce qui en fait la première au plus gros de succès pour la chaîne en 2005.
Le succès de la série est important et propulse la jeune actrice sur le devant de la scène.
En 2006, alors qu'elle figure à la cinquième position du classement, établit par le magazine Forbes, des jeunes acteurs les mieux rémunérés d'Hollywood, elle joue son premier rôle en tant qu'actrice principale dans le Disney Channel Original Movie Wendy Wu : Homecoming Warrior. Wendy Wu avait d'abord été imaginé comme une comédie, mais les directeurs du film essuyèrent quelques difficultés dans leur recherches d'un acteur réunissant à la fois de bonnes capacités pour le taekwondo et pour la comédie pour le rôle principal (originellement nommé « Kenny Lu »). C'est en commençant à travailler avec Brenda pour le rôle du moine qu'ils réalisèrent ses capacités et décidèrent de changer le rôle en Wendy Wu.
Forte d'une nouvelle notoriété, elle pose en couverture de magazines tels que Seventeen et Teen People.

En 2007, La Vie de palace de Zack et Cody a été le programme de télévision le mieux noté chez les enfants âgés de 6 à 11 et, le deuxième programme le plus populaire chez les enfants âgés de 9 à 14. Le travail de Song dans le rôle de London Tipton a souvent été l'objet d'éloges des critiques. 

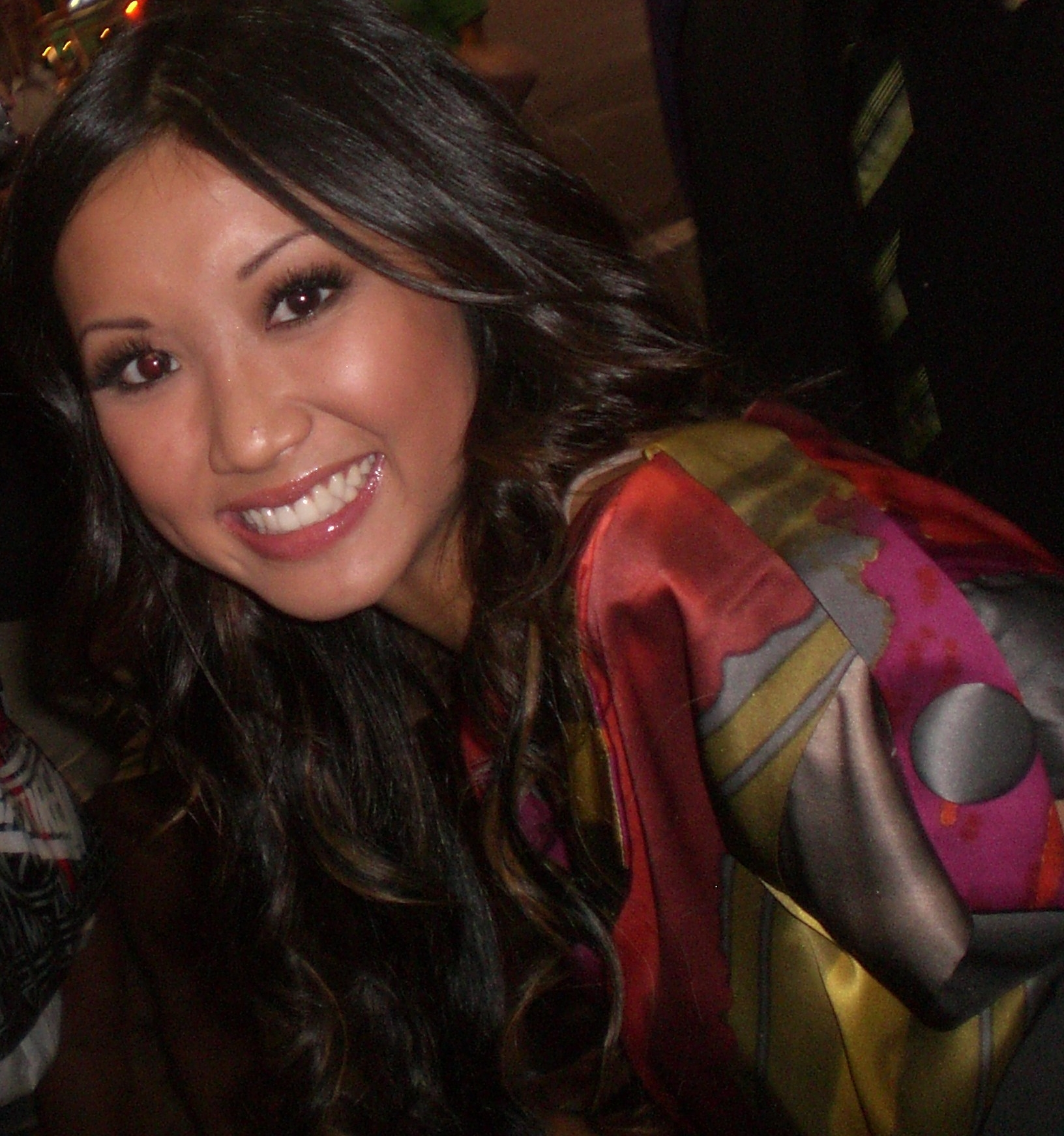
En 2008.

Elle se voit offrir un rôle par la production du film d'horreur Le Bal de l'horreur, le remake du film du même nom sorti en 1980, mais elle préfère décliner la proposition.
Puis, en 2008, elle joue, avec les mêmes acteurs (sauf Ashley Tisdale) dans le série dérivée de La Vie de palace de Zack et Cody, intitulé La Vie de croisière de Zack et Cody, avec Debby Ryan (qui remplace Ashley Tisdale). Un long métrage, Zack et Cody, le film, vient compléter la série en 2011.

#### Émancipation et progression
En 2010, elle s'émancipe des productions Disney et incarne la petite amie d'Andrew Garfield dans The Social Network. Cette production qui a remporté trois trophées lors de la 83e cérémonie des Oscars, revient sur la création du réseau social Facebook par Mark Zuckerberg et ses relations avec ses camarades de l'université Harvard.
En 2012, elle joue dans le film d'action Boogie Town aux côtés de Marques Houston et Katerina Graham. Une production indépendante réalisée par Chris Stokes.
Entre 2012 et 2013, elle joue dans quelques épisodes de la série plébiscitée, Scandal, portée par Kerry Washington. Puis, après l'abandon de la série Table for Three par le réseau 20th Century Fox Television, dans laquelle elle occupait l'un des premiers rôles, l'actrice poursuit sa collaboration avec le réseau en acceptant des rôles réguliers dans les séries New Girl et Dads. Et, dans le même temps, accepte des interventions, le temps d'un épisode, dans des séries comme The League et Life in Pieces.
En 2015, elle subit le rejet de la série Take It From Us par NBC, alors qu'elle devait y tenir le rôle titre. Deux ans plus tard, elle rejoint la distribution principale d'une série comique développée par un autre grand réseau, CBS, Real Life, aux côtés de Zach Appelman, mais le projet ne dépasse pas, non plus, le stade de pilote.
Entre-temps, elle accepte l'un des rôles principaux de Pure Genius, une série dramatique et médicale qui ne dure cependant qu'une saison diffusée par CBS,,. Elle y joue aux côtés de Dermot Mulroney, Augustus Prew, Odette Annable et Reshma Shetty. La série suit le parcours d'un chirurgien vétéran, au passé controversé, qui dirige un hôpital à la pointe de la technologie. Son but est de sauver des patients pour lesquels les méthodes traditionnelles s'avèrent être inefficaces.
On lui refuse ensuite de passer les casting de la comédie Crazy Rich Asians de Jon Chu et l'actrice s'indigne parce qu'elle fut jugée « pas assez asiatique »,.
Elle porte ensuite le téléfilm Freeform, Angry Angel aux côtés d'Andrew Bachelor et Jason Biggs. Elle est aussi une guest-star de la série comique Superstore portée par America Ferrera. En 2018, elle est une invitée récurrente de la série Station 19, deuxième série dérivée de Grey's Anatomy après Private Practice. La série est centrée sur les personnages d'Andrea « Andy » Herrera et de Ben Warren au sein de la caserne 19.
En 2019, elle obtient un des rôles principaux du film de Seth Green intitulé Changeland, comprenant en vedette Macaulay Culkin. La même année, elle est la vedette d'un thriller remarqué et distribué par Netflix, Obsession secrète,. Puis elle rejoint la distribution principale d'une série comique de la plateforme Hulu produite par Margot Robbie, Dollface, aux côtés de Shay Mitchell et Kat Dennings,,. La série rencontre le succès et est renouvelée,. La même année, elle fait aussi son retour dans l'écurie Disney en acceptant de pratiquer le doublage pour une nouvelle série d'animation du réseau, Amphibia,,.
Le 12 Mars 2025, elle interprète un des roles principaux dans le film The Last Showgirl, aux cotés de Pamela Anderson et Jamie Lee Curtis, qui obtient des critiques élogieuses,,.

### Vie privée
En 2008, son visage est utilisé, à son insu, par une agence d'escort-girls. Brenda Song portera plainte et gagnera son procès.
Lors d’une interview à W, Brenda Song a déclaré avoir été acceptée à l'université Harvard. Mais elle a refusé car elle préférait continuer sa carrière d'actrice, avec le soutien de son père.
Entre 2010 et 2017, elle a été en couple par intermittence avec le musicien Trace Cyrus, demi-frère aîné de Miley Cyrus. Ils ont même été fiancés d'octobre 2011 à juin 2012.
Depuis octobre 2017, elle partage la vie de l'acteur Macaulay Culkin. Le couple a deux fils : Dakota Song Culkin, né en avril 2021, et Carson Song Culkin, né en décembre 2022.

## Filmographie

### Cinéma

#### Longs métrages
- 1996 : Monsieur Papa... de John Murlowski : Susan
- 1997 : Petit Poucet l'espiègle de Andy Cadiff : Susan
- 2002 : Magic Baskets de John Schultz : Reg Stevens
- 2008 : Papa, la Fac et moi de Roger Kumble : Nancy
- 2010 : The Social Network de David Fincher : Christy
- 2012 : Boogie Town de Chris Stokes : Natalie
- 2019 : Changeland de Seth Green : Pen
- 2019 : Obsession secrète de Peter Sullivan : Jennifer Williams
- 2024 : The Last Showgirl de Gia Coppola : Mary-Anne

#### Courts métrages
- 1995 : Requiem de Elizabeth Sung : Fong, jeune
- 2011 : Don Cheadle Is Captain Planet de Nick Corirossi et Charles Ingram : Gi
- 2012 : First Kiss de Charles Hood : Samantha

#### Films d'animation
- 2006 : Holidaze: Il faut sauver Noël de David H. Brooks : Treat (voix)
- 2011 : Le Petit Train bleu de Elliot M. Bour : Shiny (voix)
- 2011 : Clochette et le Tournoi des fées de Bradley Raymond : Chloe (voix)

### Télévision

#### Séries télévisées
- 1994-1995 : Une rue du tonnerre (en) (Thunder Alley) : Kathy (2 épisodes)
- 1995 : Fudge : Jenny (2 épisodes)
- 1996 : Small Talk : Panéliste 2 (5 épisodes)
- 1999 : Deuxième chance : Chrissy (1 épisode)
- 1999 : MADtv : Trick-or-Treater (1 épisode)
- 1999 : Popular : Mandy Sheperd (1 épisode)
- 1999-2002 : La Double Vie d'Eddie McDowd : Sariffa Chung (19 épisodes)
- 2000 : Sept à la maison : Cynthia (2 épisodes)
- 2000 : The Brothers Garcia : Jennifer (1 épisode)
- 2001 : Bette : Stacey (1 épisode)
- 2001 : Urgences : Lynda An (1 épisode)
- 2001 : Amy : Vanessa Pran (1 épisode)
- 2002 : The Bernie Mac Show : Shannon (1 épisode)
- 2002 : Aux portes du cauchemar : Tessa (1 épisode)
- 2002 : For the People : Mia (1 épisode)
- 2002 : Une famille du tonnerre : Jennifer (1 épisode)
- 2003 : Phénomène Raven : Amber (1 épisode)
- 2003 : One on One : Asoniti (1 épisode)
- 2004-2005 : Phil du futur : Tia (8 épisodes)
- 2005-2008 : La Vie de palace de Zack et Cody : London Tipton (87 épisodes - également co-productrice de 2 épisodes)
- 2007 : Yay Me! Starring London Tipton : London Tipton (mini-série, 3 épisodes)
- 2008-2011 : La Vie de croisière de Zack et Cody : London Tipton (71 épisodes)
- 2009 : Les Sorciers de Waverly Place : London Tipton (saison 2, épisode 25)
- 2009 : Hannah Montana : London Tipton (saison 3, épisode 20)
- 2012 : Key and Peele : Purple Falcon (1 épisode)
- 2012 : Table for Three : Cricket (pilote non retenu par 20th Century Fox Television)
- 2012-2013 : Scandal : Alissa (saisons 1 et 2, 4 épisodes)
- 2013 : New Girl : Daisy (saisons 2 et 3, 4 épisodes)
- 2013-2014 : Dads : Veronica (19 épisodes)
- 2014 : The League : Rosette (1 épisode)
- 2015 : Take It from Us : Caitlin (pilote non retenu par NBC)
- 2016 : Life in Pieces : Bonnie (1 épisode)
- 2016-2017 : Pure Genius : Angie Cheng (13 épisodes)
- 2017 : Superstore : Kristen (saison 2, 2 épisodes)
- 2017 : Real Life : Lauren (pilote non retenu par CBS)
- 2018 et 2020 : Grey's Anatomy : Station 19 : JJ (saison 1, 5 épisodes et saison 3, en cours)
- 2019 - 2022: Dollface : Madison Maxwell (terminée)
- 2020 : Allô la Terre, ici Ned : elle-même (saison 1, épisode 17)

#### Séries d'animations
- 2003 : Lilo et Stitch, la série : Mitzi Suzuki (voix - 2 épisodes)
- 2006 : American Dragon : Jake Long : Tracey, la pom-pom girl (voix - 1 épisode)
- 2007 : Kuzco, un empereur à l'école : Dancing Queen (voix - 1 épisode)
- 2009 : Phinéas et Ferb : Wendy  (voix - 1 épisode)
- 2015 : Miles dans l'espace : Tante Frida (voix - 3 épisodes)
- 2014 et 2018 : Robot Chicken : Anne / Misty (voix - 1 épisode) et Sailor Mars / Misty (voix - 1 épisode)
- 2019 : Amphibia : Anne Boonchuy (voix - 20 épisodes)
- 2019 : Teen Girl in a Frog World : Anne Boonchuy (mini-série, voix - 4 épisodes)

#### Téléfilms
- 2000 : Le Plus Beau Cadeau de Noël de Greg Beeman : Samantha Elizabeth Kwan
- 2002 : Opération Walker de Maggie Greenwald : Jennifer
- 2004 : La Naissance d'une nouvelle star de Savage Steve Holland : Natasha Kwon-Schwartz
- 2006 : Wendy Wu de John Laing : Wendy Wu (également co-productrice)
- 2008 : Destination Hawaii de Michael Scott : Alice Cantwell
- 2011 : Zack et Cody, le film de Sean McNamara : London Tipton
- 2011 : Mon plus beau Noël de Michael Feifer : Cinnamon (voix)
- 2017 : Angry Angel de Jamie Travis : Allison Pyke

### Jeux vidéo
- 2022 : The Quarry : Kaitlyn Ka (voix et modèle)

## Voix francophones
En France, Nathalie Bienaimé est la voix régulière de Brenda Song, qu'elle double depuis 2004.

### En France
| - Nathalie Bienaimé dans : - La Naissance d'une nouvelle star (téléfilm) - Phil du futur (série télévisée) - La Vie de palace de Zack et Cody (série télévisée) - Wendy Wu (téléfilm) - La Vie de croisière de Zack et Cody (série télévisée) - Hannah Montana (série télévisée) - Les Sorciers de Waverly Place (série télévisée) - The Social Network - Zack et Cody, le film (téléfilm) - Scandal (série télévisée) - Pure Genius (série télévisée) - Allô la Terre, ici Ned (en) (série télévisée) - La Meneuse (série télévisée) - Kelly Marot dans : - Magic Baskets - Opération Walker (téléfilm) | - Victoria Grosbois dans (les séries télévisées) : - Dollface - Famille en réparation Et aussi - Fily Keita dans La Double Vie d'Eddie McDowd (série télévisée) - Adeline Chetail dans Le Plus Beau Cadeau de Noël (téléfilm) - Karine Foviau dans Aux portes du cauchemar (série télévisée) - Noémie Orphelin dans Une drôle de livraison (téléfilm) - Alexandra Garijo dans Clochette et le Tournoi des fées (voix) - Julie Turin dans New Girl (série télévisée) - Audrey Sablé dans Life in Pieces (série télévisée) - Claire Baradat dans Grey's Anatomy : Station 19 (série télévisée) - Laurence Sacquet dans Obsession secrète - Julia Khaye dans Amphibia (voix) - Géraldine Asselin dans Cool Attitude, encore plus cool (voix) - Edwige Lemoine dans Blue Eye Samurai (voix) |

### Au Québec
- Geneviève Déry dans Tout comme Mike[35]
- Catherine Bonneau dans La Route des campus[35]
- Claudia-Laurie Corbeil dans Le Réseau social[35]

## Distinctions
Sauf indication contraire ou complémentaire, les informations mentionnées dans cette section proviennent de la base de données IMDb.

### Récompenses
- 2001 : Young Artist Awards de la meilleure jeune actrice de télévision dans un second rôle pour Le Plus Beau Cadeau de Noël (2000).
- Young Hollywood Awards 2006 : 
  - Meilleure actrice dans une série télévisée comique pour La Vie de croisière de Zack et Cody (2008-2011).
  - Superstar de demain dans une série télévisée comique pour La Vie de croisière de Zack et Cody (2008-2011).
- 2010 : Festival du film de Hollywood de la meilleure distribution dans un drame biographique pour The Social Network (2008) partagée avec Jesse Eisenberg, Andrew Garfield, Justin Timberlake, Rooney Mara, Armie Hammer, Josh Pence, Max Minghella, Rashida Jones, Joseph Mazzello, Dakota Johnson, John Getz et Denise Grayson.
- 11e cérémonie des Phoenix Film Critics Society Awards 2010 : Meilleure distribution dans un drame biographique pour The Social Network (2008) partagée avec Josh Pence, Rashida Jones, Jesse Eisenberg, Andrew Garfield, Justin Timberlake, Armie Hammer, Rooney Mara, Max Minghella, Denise Grayson, Dakota Johnson, Joseph Mazzello et John Getz.
- 2011 : Festival international du film de Palm Springs de la meilleure distribution dans un drame biographique pour The Social Network (2008) partagée avec Jesse Eisenberg, Andrew Garfield, Justin Timberlake, Armie Hammer, Josh Pence, Denise Grayson, Dakota Johnson, Rashida Jones, Rooney Mara, John Getz, Joseph Mazzello et Max Minghella?.

### Nominations
- 2003 : Young Artist Awards DE LA meilleure jeune actrice invitée dans une série télévisée comique pour The Bernie Mac Show (2002).
- 2006 : Asian Excellence Awards de la meilleure actrice dans une série télévisée comique pour La Vie de croisière de Zack et Cody (2008-2011).
- 2008 : Kids' Choice Awards de la meilleure actrice dans une série télévisée comique pour La Vie de croisière de Zack et Cody (2008-2011).
- 15e cérémonie des San Diego Film Critics Society Awards 2010 : Meilleure distribution dans un drame biographique pour The Social Network (2008) partagée avec Jesse Eisenberg, Justin Timberlake, Joseph Mazzello, Armie Hammer, Andrew Garfield, Rashida Jones, Denise Grayson, Rooney Mara, John Getz, Josh Pence, Dakota Johnson et Max Minghella.
- 9e cérémonie des Washington DC Area Film Critics Association Awards 2010 : Meilleure distribution dans un drame biographique pour The Social Network (2008) partagée avec Jesse Eisenberg, Andrew Garfield, Justin Timberlake, Armie Hammer, Rashida Jones, Denise Grayson, Dakota Johnson, Max Minghella, Rooney Mara, John Getz, Josh Pence ET Joseph Mazzello.
- 8e cérémonie des Central Ohio Film Critics Association Awards 2010 : Meilleure distribution dans un drame biographique pour The Social Network (2008) partagée avec Jesse Eisenberg, Andrew Garfield, Justin Timberlake, Rooney Mara, Armie Hammer, Joseph Mazzello, Denise Grayson, John Getz, Rashida Jones, Josh Pence, Max Minghella ET Dakota Johnson.
- 2011 : Gold Derby Awards de la meilleure distribution dans un drame biographique pour The Social Network (2008).
- 2011 : Kids' Choice Awards de la meilleure actrice dans une série télévisée comique pour La Vie de croisière de Zack et Cody (2008-2011).